# Сам удома 2: Загублений у Нью-Йорку
Сам удома 2: Загублений у Нью-Йорку (англ. Home Alone 2: Lost in New York) — сімейний фільм 1992 року, різдвяна комедія. Сиквел фільму Сам удома. Головну роль (хлопчика Кевіна) грає Маколей Калкін, ролі бандитів — Джо Пеші та Деніел Стерн. Важливі ролі грали також Кетрін О'Гара, Джон Герд, Тім Каррі та Бренда Фрікер.
Незважаючи на скромні оцінки критиків, фільм став другим за популярністю фільмом 1992 року, зібравши 358 мільйонів доларів по всьому світу.
В Україні прем'єра другої частини відбулася 1 січня 2000 року на телеканалі «1+1», а 1 січня 2006 року — на «Новому каналі».

## Сюжет
Сімейство Маккаллістерів збирається вирушити на Різдво до Маямі, Флорида. Напередодні, на різдвяному шкільному концерті Базз принижує Кевіна під час його сольного співу на очах у всіх, через що Кевін зриває концерт, невдало штовхнувши Базза. Удома Базз публічно вибачається перед Кевіном, але Кевіну здається, що той лише лицемірить. Кевін висловлює родині все, що думає про майбутню поїздку (йому зовсім не хочеться святкувати Різдво там, де немає різдвяних ялинок), через що в покарання його відправляють ночувати на горище.
Наступного ранку, як і в минулого разу, Маккаллістери мало не просипають від'їзд. Однак, Кевін цього разу не відстає від сім'ї. В аеропорту він на хвилину зупиняється, щоб вставити батарейки в диктофон, і випадково плутає свого батька з чоловіком у такому ж одязі і опиняється на борту лайнера, що вилітає до Нью-Йорка, поки його родина летить до Флориди.
У Нью-Йорку, дізнавшись про свою помилку, Кевін все ж не впадає у відчай, вважаючи, що це саме те, чого він і хотів. Тим більше, що у нього при собі залишилася сумка батька з кредиткою і великою сумою готівки. Тим часом у Нью-Йорк прибувають Гаррі з Марвом, які незадовго до цього втекли з в'язниці.

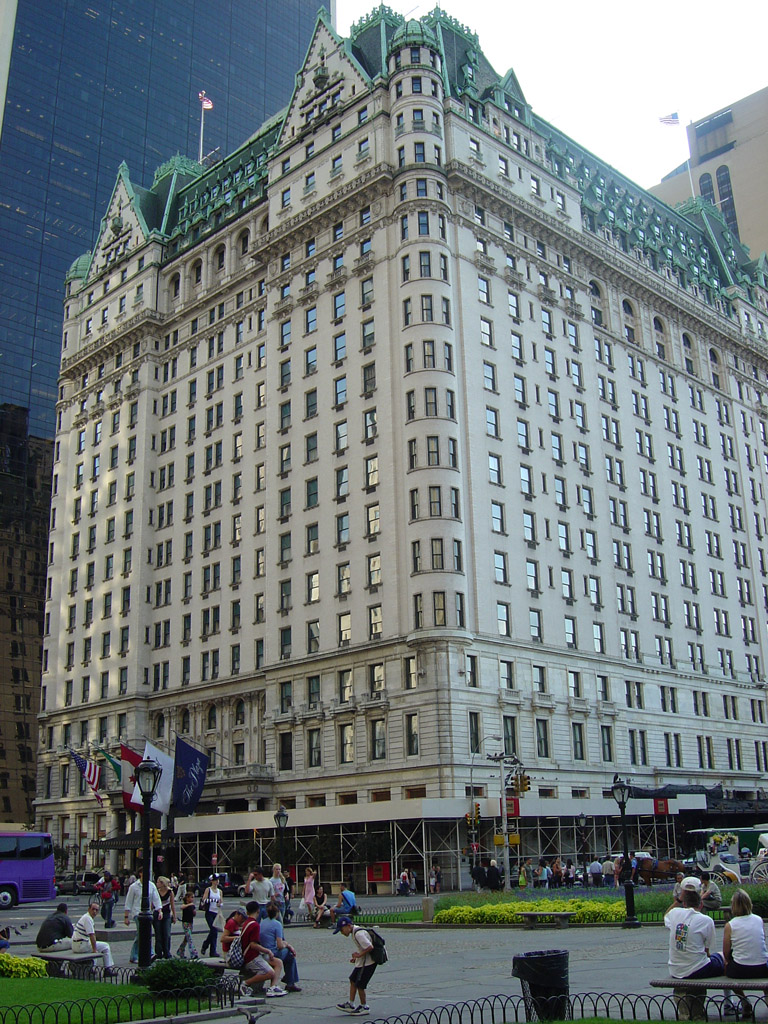
готель «Плаза»

Розмірковуючи про те, де зупинитися в Нью-Йорку, Кевін вирішує вирушити в готель «Плаза», рекламу якого він бачив по телевізору. По дорозі йому зустрічається страшного вигляду жінка в лахмітті, що годує голубів, і Кевін тікає від неї. Попередньо замовивши номер у готелі за допомогою диктофона і спотворення голосу, Кевін розплачується кредитною карткою свого батька. Наступного дня, замовивши лімузин, Кевін їде в магазин іграшок «Скринька Дункана». Власник магазину, Дункан, пояснює Кевіну, що весь виторг за різдвяні свята піде на допомогу хворим дітям. Кевін віддає гроші, і Дункан знімає з ялинки двох керамічних горлиць, радячи подарувати одну з них людині, яку він вважає своїм другом. Кевін виходить з магазину і потрапляє до рук Гаррі та з Марва, які тепер називають себе «Липкі Бандити». Вони планують помститися Кевіну за те, що той відправив їх до в'язниці, а також розповідають, що збираються пограбувати «Скриньку Дункана».
Кевін збігає від них і повертається в готель, але адміністратор готелю, який перевірив його кредитну картку і виявив, що вона вважається краденою, намагається зловити його. Кевіну вдається втекти, і він ховається в Центральному парку. Використовуючи адресну книгу свого батька, він вирішує заїхати в гості до дядька Роба, але двері їхнього будинку виявляються закритими. У будинку проводиться ремонт, а дядько Роб і його дружина знаходяться за кордоном. Кевін вештається по вулицях, знову зустрічає ту саму жінку з голубами і намагається втекти, але його нога застряє. Жінка допомагає йому звільнитися, і Кевін вибачається за те, що тікав від неї. Вона відводить його на горище Карнегі-холу, де вони дивляться концерт на честь Різдва. Між ними відбувається щира розмова, і Кевін обіцяє бути другом самотньої жінки.
Маккаллістери у готелі в Маямі дізнаються, що Кевіна вдалося вистежити по кредитній картці Пітера. Вони відправляються на пошуки, але коли прибувають у «Плазу», з'ясовується, що Кевін втік. Кейт відправляється самостійно шукати його. Проходячи повз дитячої лікарні, Кевін згадує про пограбування «Скриньки Дункана» і вирішує, що грабіжників треба зупинити. Він біжить до хати дядька Роба і споруджує серію пасток по всьому будинку. Потім Кевін прибуває до магазина і виманює грабіжників, а потім фотографує їх.
Потрапивши на першу пастку Кевіна в магазині, «Липкі Бандити» не на жарт зляться і мають намір зловити їх суперника. Вони женуться за Кевіном, і він приводить їх до будинку Роба. Розуміючи, що Кевін знаходиться в чужому місті і в чужому домі, а, отже, у нього немає можливості захистити себе, бандити спокійно йдуть ловити його. Однак безліч пасток не дають їм цього зробити. Кевін дзвонить у поліцію і каже, що спіймав двох грабіжників, і дізнатися про їх розташування можна по феєрверку в Центральному парку. Під час погоні Кевін підковзнувся на льоду, і Гаррі з Марвом ловлять його.
Гаррі дістає револьвер, щоб застрелити Кевіна, але пташниця в черговий раз рятує його, засипавши бандитів зернами пшона, після чого Гаррі і Марва атакують птиці. Прибула поліція знаходить залишені Кевіном фотографії та диктофонні записи, які є прямими доказами провини бандитів, і заарештовує їх, а потім повертає украдені гроші в «Скриньку Дункана». Кейт шукає Кевіна в Таймс-сквері, а також інформує поліцейських. Спілкуючись з ними, вона згадує, що Кевін дуже любить різдвяні ялинки, і його треба шукати біля найголовнішої з них. Інтуїція не підводить Кейт, і вона знаходить Кевіна перед ялинкою в Рокфеллер-центрі. Вони обіймаються і вибачаються один перед одним, а потім повертаються в готель «Плаза».
Наступного ранку до готелю під'їжджає вантажівка з подарунками від містера Дункана, як нагорода Кевіну за зрив пограбування. На знак примирення Базз пропонує своєму братові відкрити подарунок першим. Поки всі інші відкривають подарунки, Кевін вибігає на вулицю і віддає в подарунок пташниці другу горлицю, отриману від Дункана. Тим часом в номер приходить рахунок за проживання Кевіна протягом двох днів. Цей рахунок складає 967 доларів 43 центи. Під крик батька Кевін повертається в готель.

## У ролях
| Актор              | Роль                      |
| ------------------ | ------------------------- |
| Маколей Калкін     | Кевін Маккаллістер        |
| Джо Пеші           | Гаррі Лайм                |
| Деніел Стерн       | Марв Мерчанмс             |
| Тім Каррі          | консьєрж                  |
| Кетрін О'Хара      | Кейт Маккаллістер         |
| Джон Герд          | Пітер Маккаллістер        |
| Бренда Фрікер      | леді з голубами           |
| Едді Брекен        | Дункан                    |
| Роб Шнайдер        | Беллман                   |
| Дана Айві          | портьє                    |
| Девін Ретрей       | Базз Маккаллістер         |
| Гілларі Вульф      | Меган Маккаллістер        |
| Морін Елізабет Шей | Лінні Маккаллістер        |
| Майкл К. Маронна   | Джефф Маккаллістер        |
| Джеррі Бамман      | дядько Френк Маккаллістер |
| Террі Снелл        | тітка Леслі Маккаллістер  |
| Джедідайя Коен     | Род Маккаллістер          |
| Сента Мозес        | Трейсі Маккаллістер       |
| Даяна Кампеану     | Сондра Маккаллістер       |
| Кіран Калкін       | Фуллер Маккаллістер       |
| Анна Слоткі        | Брук Маккаллістер         |
| Лі Зіммерман       | модель                    |
| Ральф Фуді         | Гангстер                  |
| Клер Хоак          | Дівчина гангстера         |
| Дональд Трамп      | в ролі самого себе        |

## Дубляж та озвучення

### Російський дубляж

#### Студія«Синхрон/Хлопушка»(1994)
- Диктори: Євген Паперний (написи), Людмила Логійко (титри)

Ролі дублювали:
- Анастасія Гіренкова — Кевін Маккалістер
- Віталій Дорошенко — Гаррі Лайм
- Юрій Мисенков — Марвін Мерчантс
- Тетяна Антонова — Кейт Маккалістер
- Євген Паперний — Пітер Маккалістер
- Владислав Пупков — консьєрж
- Геннадій Болотов — Дункан
- Володимир Шнипар — Джонні
- Юрій Рудченко — Дональд Трамп

А також: Людмила Логійко та інші.

### Українське двоголосе закадрове озвучення

#### Студія«1+1»(1999)
- Режисер: Станіслав Чернілевський
- Ролі озвучували: Олександр Завальський та Олена Узлюк

#### Телекомпанія«Новий канал»(2005)
- Ролі озвучували: Михайло Жонін та Олена Узлюк

### Український дубляж

#### Студія«Так Треба Продакшн»на замовлення«Sweet.tv»(2022)
Ролі дублювали:
- Володимир Терещук — Гаррі Лайм, офіціант у готелі
- Дмитро Терещук — Марвін Мерчантс
- Олесь Гімбаржевський — Пітер Маккалістер
- Наталя Задніпровська — Кейт Маккалістер
- Сергій Ладесов — Френк Маккалістер
- Людмила Чиншева — Леслі Маккалістер, леді з голубами
- Кирило Татарченко — Базз Маккалістер, Беллман
- Христина Вижу — Меган та Лінні Маккалістери
- Андрій Альохін — консьєрж
- Євген Пашин — Дункан, Джонні, епізоди
- Олена Бліннікова — портьє

А також: Олександр Шевчук, Тетяна Руда та інші.

## Саундтрек

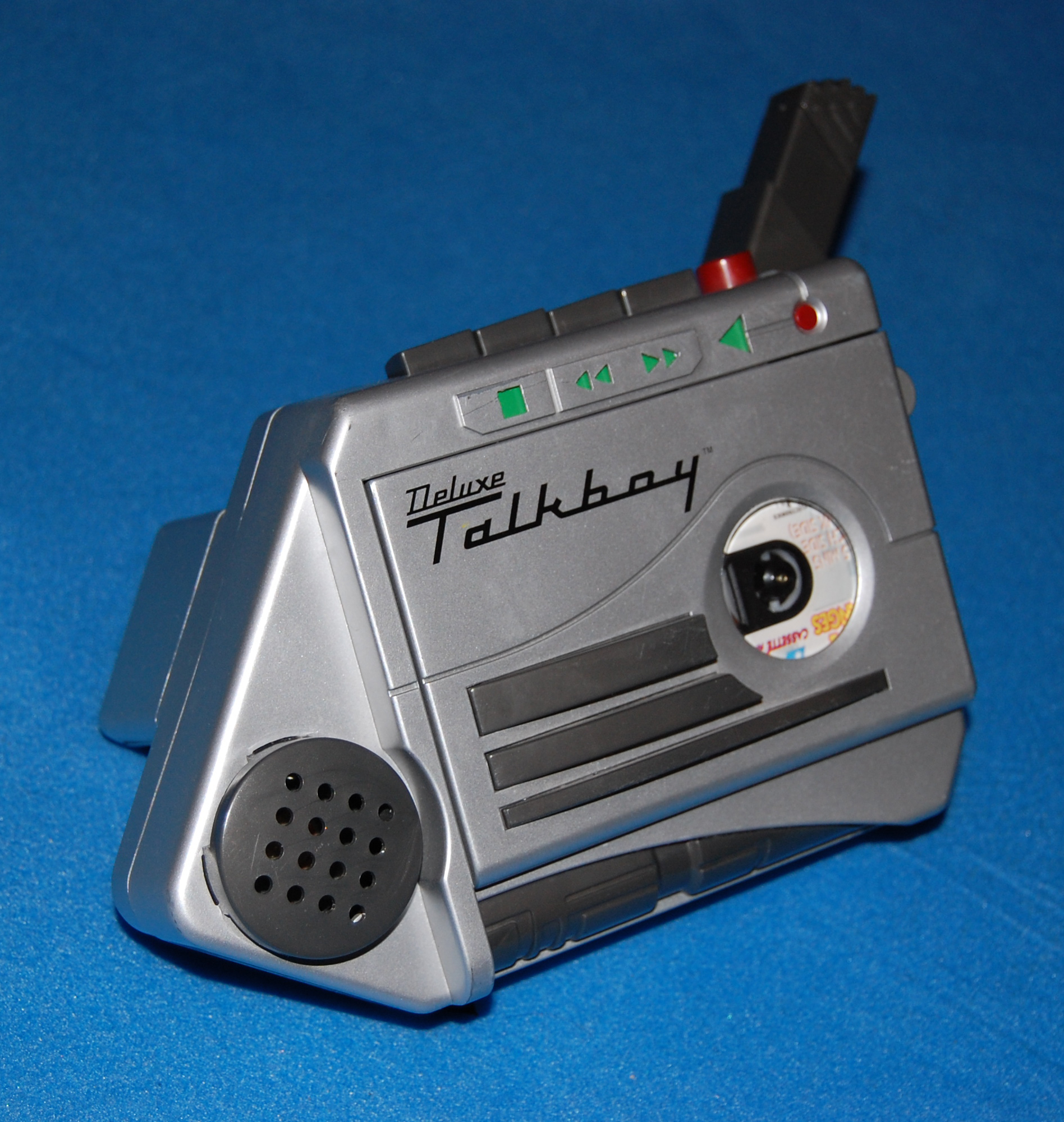
Talkboy, за допомогою якого Кевін вправно обдурював дорослих, у фільмі був лише корпусом без якого-небудь внутрішнього устрою, але після виходу фільму іграшка була видана з усіма пристосуваннями.

| Список треків | Список треків                                 | Список треків      | Список треків |
| #             | Назва                                         | Автори / Виконавці | Тривалість    |
| ------------- | --------------------------------------------- | ------------------ | ------------- |
| 1.            | «All Alone On Christmas»                      | Darlene Love       | 4:15          |
| 2.            | «A Holly Jolly Christmas»                     | Alan Jackson       | 2:15          |
| 3.            | «Somewhere In My Memory»                      | Bette Midler       | 3:59          |
| 4.            | «My Christmas Tree»                           |                    | 2:36          |
| 5.            | «Sleigh Ride»                                 | TLC                | 3:45          |
| 6.            | «Silver Bells»                                | Atlantic Starr     | 4:15          |
| 7.            | «Merry Christmas, Merry Christmas»            | John Williams      | 2:40          |
| 8.            | «Jingle Bell Rock»                            | Bobby Helms        | 2:10          |
| 9.            | «Cool Jerk»                                   | The Capitols       | 2:40          |
| 10.           | «It's Beginning To Look A Lot Like Christmas» | Johnny Mathis      | 2:15          |
| 11.           | «Christmas Star»                              | John Williams      | 3:17          |
| 12.           | «O Come All Ye Faithful»                      | Lisa Fischer       | 3:27          |
| 37:34         |                                               |                    |               |

## Цікаві факти
- Коли Кевін вперше приходить до готелю «Плаза» в Нью-Йорку, він питає дорогу в якогось чоловіка. Цим чоловіком є Дональд Трамп, який на той час був власником готелю і який пізніше стане Президентом США.
- За зйомки у сиквелі Калкін отримав 8 мільйонів доларів. На той час це був найбільший гонорар в історії кінематографу, який отримала дитина.
- Під час зупинки в готелі у Флориді родина Маккаллістерів дивится по телевізору італійський фільм «Європа '51».
- Декілька камер замерзли під час зйомки, оскільки було дуже холодно.
- Режисер Кріс Коламбус згадував, як кіностудія витратила багато грошей на закупівлю штучного снігу для Центрального парку, але потім у Нью-Йорку почалась справжня завірюха і штучний сніг вже не знадобився.
- Епізод з басейном був знятий в готелі Four Seasons в Чикаго, оскільки на території готелю Плаза басейну не було.
- Для того, щоб Кевін Маккаллістер міг ковзати на колінах по підлозі, з вестибюлю готелю прибрали килими. Побачивши оригінальні візерунки на підлозі, Дональд Трамп наказав більше не застилати підлогу килимами.
- Коли Кевін питає в свого сусіда в літаку, чи бував той у Флориді, чоловік починає відповідати йому французькою. Повний переклад його відповіді: «Що таке? Я з Франції, і я тут турист. Я вперше в Америці. Ти знаєш хороший ресторан? Чи, може, твої батьки знають хороше місце? Чому ти не відповідаєш? Ти трохи розмовляєш французькою, так? Я взагалі не розмовляю англійською, то може допоможеш мені? Мене звуть Андре, а тебе як?».
- Номер телефону, за яким Кевін телефонує в готель «Плаза» — 1-800-759-3000. Це справжній робочий номер готелю.
- Оператора готелю, у якого Кевін замовляє номер, видаючи себе за свого батька, зіграла дружина режисера Кріса Коламбуса Моніка Деверо-Коламбус.
- «Іграшкову крамницю Данкана» названо на честь виконавчого продюсера фільму Данкана Гендерсона.
- Під час зйомок фільму Маколея Калкіна відвідав Майкл Джексон.
- Коли Гаррі і Марв грабують крамницю Данкана, Гаррі каже Марву: «Щасливого Різдва, Марв!», а той йому відповідає: «Щасливої Хануки, Гаррі!». Актор Деніел Стерн, який грав Марва — єврей.
- В першій частині Кевін розповідав старому Марлі, що він знає хлопця, якого дражнили за те, що той носить піжаму з динозаврами. В кінці фільму піжаму з динозаврами носить Фуллер Маккаллістер в готельному номері.
- Деніел Стерн згадував, як під час зйомок епізоду в парку один з голубів залетів йому до рота: «Це було огидно».
- В рахунку Кевіна за обслуговування показано, що він витратив 967 доларів на: два шоколадні торти, шість шоколадних мусів з шоколадом, ваніллю та полуничним морозивом, посипаним M&M's, вишнями, горіхами, зефіром, карамельним сиропом, шоколадним сиропом, полуничним сиропом та бананами, шість банок заварного крему, кондитерський візок, вісім полуничних пирогів та 36 полуничних тістечок у шоколаді.
- У фільмі фігурують кредитна картка Visa, аудіокасета TDK та рекламий плакат JVC.

## Кіноляпи
- Кевін носить із собою рюкзак свого батька. На ідентифікаційній картці, приліпленій до рюкзака в аеропорту вказано: К. Маккаллістер. Але батька Кевіна звуть Пітер, тому там має бути написано П. Маккаллістер.
- На початку фільму Кевін записує не весь спів дядька Френка. Але коли він вмикає запис в готелі, можна почути всю пісню, включаючи: «Забирайся звідси!».
- У першій частині Кевіну 8 років. У другій йому 10. В аеропорту Маямі батьки Кевіна кажуть що син загубився на минулорічне Різдво. Виходить Кевіну має бути 9 років.
- Тікаючи від бандитів, Кевін розсипає намистини на слизький асфальт. В наступній сцені, коли бандити послизнулись на намистинах, то їх значно більше ніж розсипав Кевін.
- Коли Кевін фотографує бандитів крізь скло вітрини, він робить два знімки (можна чітко почути два клацання). Проте, з фотоапарата він виймає лише одне фото.
- Коли леді в парку обсипає бандитів пшоном, можна помітити що голуби летять не на Марва і Гаррі, а кудись вбік.

## Виноски
1. ↑  Відомий також під назвами «Один удома 2. Загублений у Нью-Йорку», «Один вдома 2: Кевін у Нью-Йорку» та «Сам удома 2»